# Póvoa de Lanhoso (freguesia)
A Freguesia de Póvoa de Lanhoso (Nossa Senhora do Amparo) é uma freguesia portuguesa do Município de Póvoa de Lanhoso, com 5,62 km² de área e 5623 habitantes (censo de 2021), tendo, por isso, uma densidade populacional de 1 000,5 hab./km².
Tem o nome alternativo de Nossa Senhora do Amparo.
A freguesia foi criada pelo decreto nº 18.686, de 23/07/1930, com lugares das freguesias de Fonte Arcada e de Lanhoso.

## Demografia
A população registada nos censos foi:
| Distribuição da População por Grupos Etários | Distribuição da População por Grupos Etários | Distribuição da População por Grupos Etários | Distribuição da População por Grupos Etários | Distribuição da População por Grupos Etários |
| -------------------------------------------- | -------------------------------------------- | -------------------------------------------- | -------------------------------------------- | -------------------------------------------- |
| Ano                                          | 0-14 Anos                                    | 15-24 Anos                                   | 25-64 Anos                                   | > 65 Anos                                    |
| 2001                                         | 1000                                         | 783                                          | 2379                                         | 440                                          |
| 2011                                         | 905                                          | 656                                          | 2793                                         | 698                                          |
| 2021                                         | 804                                          | 672                                          | 3066                                         | 1081                                         |

## Património
- Castelo de Lanhoso
- Pelourinho de Lanhoso
- Theatro Club da Póvoa de Lanhoso
- Estrada lusitano-romana
- Hospital da Misericórdia da Póvoa de Lanhoso
- Estação lusitano-romana de Póvoa do Lanhoso